# Provinsbanken
Provinsbanken era la quinta banca più grande della Danimarca nel 1990, quando si è fusa con Danske Bank e Handelsbanken (non affiliata con la 
Svenska Handelsbanken). Provinsbanken risale al 1846, quando Fyens Disconto Kasse fu fondata da un gruppo di commercianti di Odense sotto la guida di Lorentz Bierfreund. È stata la prima banca privata del paese.